# 黑穗莎草
黑穗莎草（学名：Cyperus nigrofuscus）是莎草科莎草属的植物，是中国的特有植物。分布于中国大陆的四川省等地，多生在潮湿地及浅水中，目前尚未由人工引种栽培。